# Judy Collins
Judith Marjorie Collins (Seattle, Washington; 1 de mayo de 1939) es una cantante estadounidense conocida por sus gustos eclécticos en el material que graba (folk, canciones de espectáculos, góspel, rock and roll y estándares).
Su álbum de debut A maid of Constant Sorrow fue publicado en 1961, pero fue su versión de la canción de Joni Mitchell "Both Sides, Now", el sencillo de su álbum Wildflowers, de 1967, la que dio a Collins prominencia internacional y le hizo ganar su primer Grammy como Best Folk Performance. Disfrutó de otros éxitos en esa época con sus versiones de "Someday Soon", "Chelsea Morning", "Amazing Grace" y "Cook with Honey". 
Collins cosechó el éxito más grande de su carrera con su versión del tema de Stephen Sondheim "Send in the Clowns" de su álbum superventas de 1975, Judith. El sencillo encabezó la lista Billboard en 1975 y otra vez en 1977, estando 27 semanas no consecutivas en la lista y ganando para Collins una nominación para el Grammy a Best Pop Vocal Performance, Female, así como un premio Grammy para Sondheim como Canción del Año.

## Carrera musical
Collins nació en Seattle, Washington, donde permanecería los primeros diez años de su vida. Su padre, un cantante ciego y disjockey radiofónico, aceptó un trabajo en Denver, Colorado, en 1949, por lo que su familia se trasladó allí. Collins estudió piano clásico con Antonia Brico, haciendo su debut público a la edad de 13 años, interpretando el concierto de Mozart para dos Pianos. Más tarde, su interés por la música folk la llevó a tomar la decisión difícil de interrumpir sus clases de piano. En su infancia, Collins tuvo la fortuna de conocer a muchos músicos profesionales a través de su padre.
Fue la música de Woody Guthrie y Pete Seeger y las canciones tradicionales del resurgimiento folk de los primeros 60 lo que focalizó su interés y despertó su amor por las letras. Sus primeras apariciones públicas como cantante folk después de su graduación en el instituto del este de Denver, fueron en el Michael' Pub en Boulder, Colorado y el folk club Exodus en Denver. Su música se hizo popular en la Universidad de Connecticut, donde enseñaba su marido. Actuó en la estación radiofónica del campus junto con David Grisman y Tom Azarian. Finalmente se abrió camino hacia el Greenwich Village de Nueva York, donde tocaría en clubs como Gerde's Folk City hasta que firma con Elektra Records, un sello al que está asociada 35 años. En 1961, Collins publicó su primer álbum, A maid of Constant Sorrow, a la edad de 22 años.

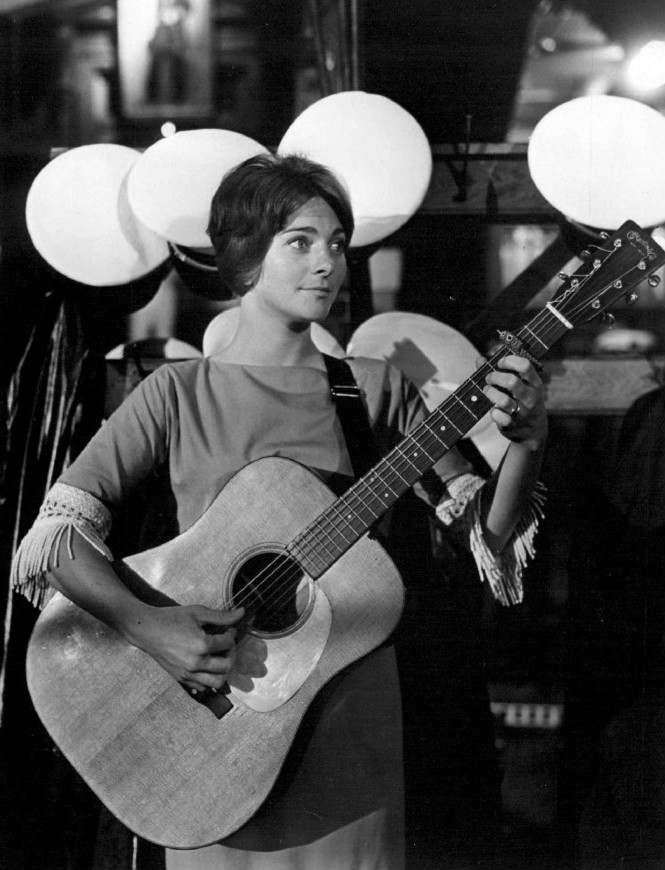
Collins durante una actuación en Hootenanny en 1963

Al principio cantó temas tradicionales o las canciones escritas por otros, en particular por los compositores de protesta de esos tiempos, como Tom Paxton, Phil Ochs, y Bob Dylan. Grabó sus versiones de canciones importantes del periodo, como el "Mr. Tambourine Man" de Dylan y el tema de Pete Seeger "Turn, Turn, Turn". Collins fue también un instrumento para difundir músicos poco conocidos a un público más amplio. Por ejemplo, grabó canciones del poeta canadiense Leonard Cohen, quien sería un amigo de confianza a lo largo de los años. También grabó canciones de cantautores como Eric Andersen, Ian Tyson, Joni Mitchell, Randy Newman, Robin Williamson y Richard Fariña mucho tiempo antes de que fueran reconocidos.
Mientras sus primeros álbumes constaron de canciones con acompañamiento de guitarra folk, en 1966 en su álbum En Mi Vida, incluyó fuentes diversas como los Beatles, Leonard Cohen, Jacques Brel, y Kurt Weill. Mark Abramson lo produjo y Joshua Rifkin hizo los arreglos del álbum, añadiendo orquestación a muchos de los números. El álbum fue un lanzamiento importante para una artista folk y puso las bases para su posterior trabajo en la década posterior.
Con su álbum Wildflowers de 1967 también producido por Abramson y arreglos de Rifkin, Collins empezó a grabar sus propias composiciones, empezando con "Since You've Asked". El álbum le proporcionó también un éxito importante y un Grammy con el tema de Joni Mitchell "Both Sides, Now", el cual logró Número 8 en la lista Billboard 100.

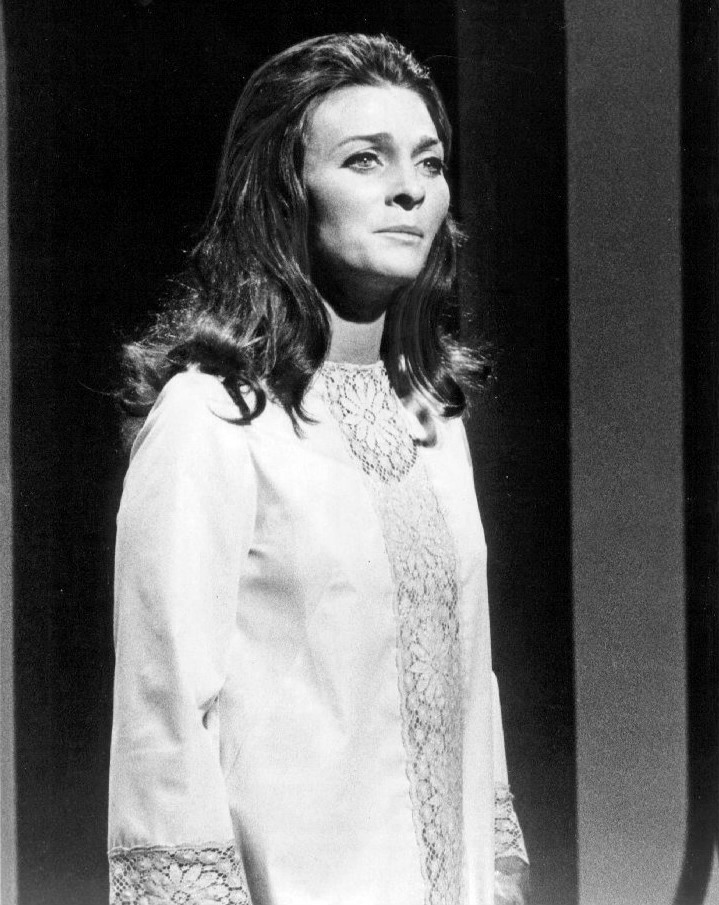
Collins actuando en The Smothers Brothers Comedy Hour, 1968

Su álbum de 1968, Quién Sabe Donde Va el Tiempo, fue producido por David Anderle y presentó el acompañamiento en la guitarra de Stephen Stills (de Crosby, Stills & Nash), a quien estaba unida románticamente en ese tiempo. (Fue la inspiración para el clásico de Stills en CSN "Suite: Judy Ojos Azules"). El álbum tiene un sonido dulce que resalta en la canción de Ian Tyson "Someday Soon" y en la pista de título, escrita por la cantautora del Reino Unido Sandy Denny. El álbum presenta también la composición "Mi Padre" y una de las primeras versiones del clásico de Leonard Cohen "Bird on the Wire".
En los 70 Collins tuvo una reputación sólida como cantante y había empezado a destacar con sus composiciones propias. Sus canciones de este periodo incluyen el himno cristiano tradicional "Amazing Grace", el tema de Stephen Sondheim para Broadway "Send in the Clowns" y un registro de Joan Báez "Una Canción para David".
Su álbum de 1979 Hard Times for Lovers obtuvo publicidad extra por la fotografía de la cubierta, de Collins desnuda, de Francesco Scavullo.
En años más recientes, Collins se ha apasionado por escribir, produciendo sus memorias, Confiad en Vuestro Corazón, en 1987 y una novela, Desvergonzado. Un libro más reciente, Sanity and Grace, habla de la muerte de su hijo Clark en enero de 1992. Con ayuda de su mánager Katherine DePaul funda Wildflower Records. Aunque sus ventas no son lo que eran, todavía graba y hace giras en los EE. UU., Europa, Australia y Nueva Zelanda. Actúa en la inauguración de la presidencia de Clinton en 1993, cantando "Chelsea Morning" y "Amazing Grace". (Los Clinton han declarado que llamaron a su hija, Chelsea, por la canción de Joni Mitchell, interpretada por ella).
En 2008 lanzó un álbum que presenta artistas que varían de Dolly Parton y Joan Báez a Rufus Wainwright y Chrissie Hynde, de los que interpreta sus composiciones; también publicó una colección de versiones de los Beatles y recibe un doctorado honorario del Pratt Institute, el 18 de mayo del mismo año. En 2010, Collins cantó "El Peso del Mundo" en el Festival de Folk de Newport, una canción de Amy Speace.
En febrero de 2017, participó en la gala de entrega de los Grammy interpretando, acompañándose al piano, la canción "Suzanne" en memoria del recientemente fallecido Leonard Cohen, a quien se la había dedicado y que se la cantó por teléfono nada más componerla en 1967.

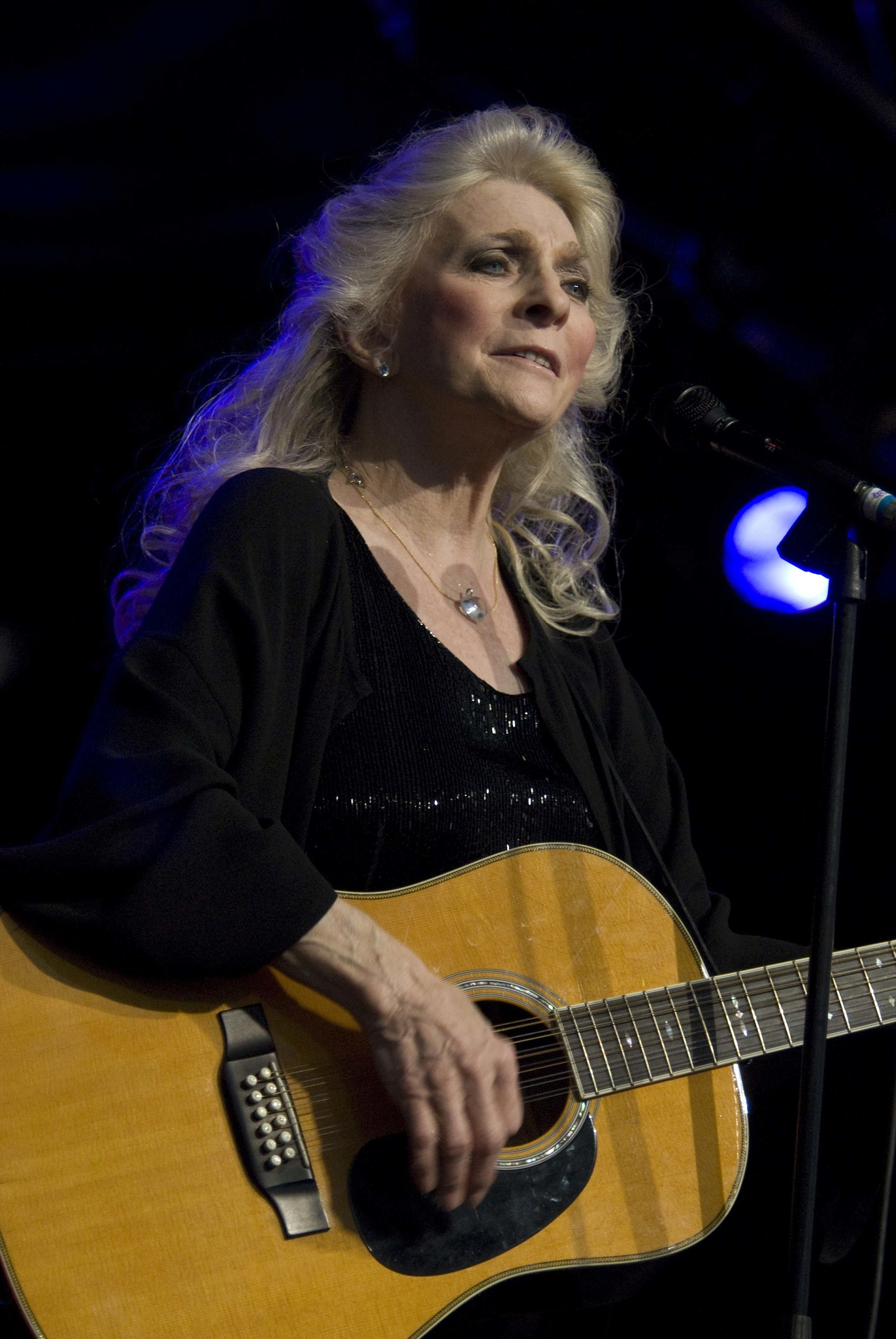
Judy Collins by Bryan Ledgard 1

## Vida personal
Collins contrajo la polio a la edad de once años.
Collins se ha casado dos veces. Su primer matrimonio en 1958 con Peter Taylor produjo su único hijo, Clark C. Taylor. El matrimonio acabó en divorcio en 1965.
En 1962, poco después de su debut en el Carnegie Hall, Collins fue diagnosticada de tuberculosis y tardó seis meses en recuperarse en un sanatorio.
Collins admitió haber sufrido bulimia después de dejar de fumar en los 70. Ha escrito extensamente de sus años de adicción a alcohol, el daño a su vida personal y musical y cómo contribuía a sus sentimientos de depresión. Siguió un programa de rehabilitación en Pennsilvania en 1978 y ha mantenido su sobriedad desde entonces, incluso a través de acontecimientos tan traumáticos como la muerte de su único hijo Clark, quién se suicidó en 1992, a la edad de 33 años, después de una larga adicción a las drogas y depresión. Desde su muerte, ha sido activista para la prevención del suicidio.
En abril de 1996, se casó con su amigo, el diseñador y activista Louis Nelson, con quien ya estaba relacionada desde 1979. Viven en Manhattan.

## Discografía

### Álbumes de estudio
- A Maid of Constant Sorrow (1961)
- Golden Apples of the Sun (1962)
- Judy Collins 3 (1963) (U.S. Pop #126)
- Judy Collins' Fifth Album (1965) (U.S. Pop #69)
- In My Life (1966) (U.S. Pop #46)
- Wildflowers (1967) (U.S. Pop #5)
- Who Knows Where the Time Goes (1968) (U.S. Pop #26)
- Whales & Nightingales (1970) (U.S. Pop #17)
- True Stories and Other Dreams (1973) (U.S. Pop #27)
- Judith (1975) (U.S. Pop #17)
- Bread and Roses (1976) (U.S. Pop #25)
- Hard Times for Lovers (1979) (U.S. Pop #54)
- Running for My Life (1980) (U.S. Pop #142)
- Times of Our Lives (1982) (U.S. Pop #190)
- Home Again (1984)
- Amazing Grace (1985)
- Trust Your Heart (1987)
- The Stars of Christmas (Selected Especially for Avon) (1988)
- Sanity and Grace (1989)
- Fires of Eden (1990)
- Baby's Bedtime (1990)
- Baby's Morningtime (1990)
- Judy Sings Dylan... Just Like a Woman (1993)
- Come Rejoice! A Judy Collins Christmas (1994)
- Shameless (1994)
- Voices (1995)
- Classic Broadway (1999)
- All on a Wintry Night (2000)
- Classic Folk (2000)[2]
- Judy Collins Sings Leonard Cohen: Democracy (2004)
- Portrait of an American Girl (2005)
- Judy Collins Sings Lennon and McCartney (2007)
- Paradise (2010)
- Bohemian (2011)
- Strangers Again (2015) (U.S. #77)
- A love letter to Stephen Sondheim (2017)
- Everybody Knows (2017), con Stephen Stills
- Spellbound (2022)

### Álbumes en directo
- The Judy Collins Concert (1964)
- Living (1971)
- Live at Newport (1959–1966) (1996)
- Christmas at the Biltmore Estate (1997)
- Judy Collins Live at Wolf Trap (2000)
- Live at the Metropolitan Museum of Art (2012)
- Live in Ireland (2014)

### Compilaciones
- Recollections (1969)
- Colors of the Day (1972)
- Amazing Grace (1972) (#34 in UK album charts)
- So Early in the Spring... The First 15 Years (1977) (15th anniversary collection) (U.S. Pop #42)
- Wind Beneath My Wings (1992)
- Forever: An Anthology (1997)
- Both Sides Now (1998)
- The Very Best of Judy Collins (2001)
- Judy Collins Sings Leonard Cohen: Democracy (2004)
- The Essential Judy Collins (2004)
- 24 Classic Songs (2008) (MP3 Download)

### Sencillos
| Año  | Canción                                      | US  | US AC | AUS | Álbum                         |
| ---- | -------------------------------------------- | --- | ----- | --- | ----------------------------- |
| 1967 | "Hard Lovin' Loser"                          | 97  | –     | -   | In My Life                    |
| 1968 | "Both Sides, Now"                            | 8   | 3     | 37  | Wildflowers                   |
| 1969 | "Someday Soon"                               | 55  | 37    | –   | Who Knows Where the Time Goes |
| 1969 | "Chelsea Morning"                            | 78  | 25    | –   | (single only)                 |
| 1969 | "Turn! Turn! Turn!"                          | 69  | 28    | –   | Recollections                 |
| 1970 | "Amazing Grace"                              | 15  | 5     | 10  | Whales & Nightingales         |
| 1971 | "Open The Door (Song For Judith)"            | 90  | 23    | –   | Living                        |
| 1973 | "Cook With Honey"                            | 32  | 10    | –   | True Stories and Other Dreams |
| 1973 | "Secret Gardens"                             | 122 | –     | –   | True Stories and Other Dreams |
| 1975 | "Send in the Clowns"                         | 36  | 8     | 13  | Judith                        |
| 1976 | "Special Delivery"                           | ?   | ?     | ?   | Bread and Roses               |
| 1977 | "Send in the Clowns" (re-release)            | 19  | 15    | –   | Judith                        |
| 1979 | "Hard Times For Lovers"                      | 66  | 16    | –   | Hard Times for Lovers         |
| 1982 | Shoulder To Shoulder(Duet With Camilo Sesto) |     |       |     |                               |
| 1984 | "Home Again" (duet with T. G. Sheppard)      | –   | 42    | –   | Home Again                    |
| 1990 | "Fires Of Eden"                              | –   | 31    | –   | Fires Of Eden                 |

## Filmografía
- Baby's Bedtime (1992)
- Baby's Morningtime (1992)
- Junior (1994), como la encargada de un spa para mujeres embarazadas
- Christmas at the Biltmore Estate (1998)
- A Town Has Turned to Dust (1998; telefilm basado en un relato de ciencia ficción de Rod Serling)
- The Best of Judy Collins (1999)
- Intimate Portrait: Judy Collins (2000)
- Judy Collins Live at Wolf Trap (2003)
- Wildflower Festival (2003) (DVD con Eric Andersen, Arlo Guthrie y Tom Rush como artistas invitados)
- Girls (TV, 2013), temporada 2, episodio 8: "It's Back"
- Danny Says (2016)

## RIAA Certificaciones
| Título de álbum               | Certificación |
| ----------------------------- | ------------- |
| En Mi Vida                    | Oro           |
| Wildflowers                   | Oro           |
| Quién Sabe Donde Va el Tiempo | Oro           |
| Ballenas y Ruiseñores         | Oro           |
| Colores del Día               | Platino       |
| Judith                        | Platino       |